# Spin
| Spin                                  | Typ     | Teilchen (Beispiele)                      |
| ------------------------------------- | ------- | ----------------------------------------- |
| {\displaystyle 0}                     | Boson   | Higgs-Boson                               |
| {\displaystyle {\tfrac {1}{2}}\hbar } | Fermion | Elektron, Neutrino, Quarks                |
| {\displaystyle 1\hbar }               | Boson   | Photon, Gluon, W-Boson und Z-Boson        |
| {\displaystyle {\tfrac {3}{2}}\hbar } | Fermion | supersymmetrische Teilchen (hypothetisch) |
| {\displaystyle 2\hbar }               | Boson   | Graviton (hypothetisch)                   |

Spin (von englisch spin ‚Drehung‘, ‚Drall‘) ist in der Teilchenphysik der Eigendrehimpuls von Teilchen. Bei den fundamentalen Teilchen ist er, wie die Masse, eine unveränderliche innere Teilcheneigenschaft. Er beträgt ein halb- oder ganzzahliges Vielfaches (Spinquantenzahl) der reduzierten Planck-Konstante {\displaystyle \textstyle \hbar }. Abgesehen davon, dass er nicht durch die (Dreh-)Bewegung einer Masse hervorgerufen wird, hat er alle Eigenschaften eines klassisch-mechanischen Eigendrehimpulses, insbesondere bezüglich Drehimpulserhaltung und Koordinatentransformationen, und ist damit auch ein Axialvektor. Der Spin kann nur quantenmechanisch verstanden werden. Das Spin-Statistik-Theorem verbindet den Spin eines Teilchens mit der Art der statistischen Beschreibung mehrerer gleicher Teilchen: Teilchen mit einer halbzahligen Spinquantenzahl befolgen die Fermi-Dirac-Statistik und heißen Fermionen, Teilchen mit einer ganzzahligen Spinquantenzahl befolgen die Bose-Einstein-Statistik und heißen Bosonen.
Bisher sind fundamentale Teilchen mit Spins {\displaystyle 0\,\hbar ,{\tfrac {1}{2}}\hbar ,1\,\hbar } bekannt (s. nebenstehende Tabelle). Fundamentale Teilchen mit den Spins {\displaystyle {\tfrac {3}{2}}\hbar ,2\,\hbar } wurden postuliert, aber bislang nicht nachgewiesen.
Bei zusammengesetzten Systemen, z. B. bei Proton, Neutron, Atomkern, Atom, Molekül, Exziton, Hadronen wie Ω−-Teilchen  ergibt sich der Spin durch Addition der Spins und Bahndrehimpulse der Komponenten nach den Regeln der quantenmechanischen Drehimpulsaddition.
Erstmals wurde 1925 dem Elektron ein Spin {\displaystyle {\tfrac {1}{2}}\hbar } zugeschrieben, um eine Reihe unverstandener Details der optischen Spektren von Atomen mit einem einzigen Konzept konsistent erklären zu können (zur Entdeckung und Rezeption des Spin siehe Elektronenspin). Dem Proton wird der Spin {\displaystyle {\tfrac {1}{2}}\hbar } seit 1928 zugeschrieben, weil eine Anomalie in der spezifischen Wärme von Wasserstoffgas nicht anders zu erklären ist.
Der halbzahlige Spin kann weder anschaulich noch halbklassisch durch eine Drehbewegung erklärt werden. Eine formale Begründung wurde 1928 in der relativistischen Quantenmechanik (s. Dirac-Gleichung) entdeckt. Der halbzahlige Spin der Elektronen und Quarks führt über das Spin-Statistik-Theorem weiter zum Pauli-Prinzip, das grundlegend für den Aufbau der Atomkerne und der Atomhüllen ist. Das Pauli-Prinzip bestimmt damit auch das chemische Verhalten der Atome, wie es sich im Periodensystem der Elemente ausdrückt. Demnach spielt der halbzahlige Spin beim Aufbau der Materie bis hin zu ihren makroskopischen Eigenschaften eine bestimmende Rolle.
Stephen Hawking benutzt in seinem Buch Eine kurze Geschichte der Zeit eine Pfeil-Analogie zur Veranschaulichung des Spins: „Ein Teilchen mit dem Spin 0 ist ein Punkt: Es sieht aus allen Richtungen gleich aus. Ein Teilchen mit dem Spin 1 ist dagegen wie ein Pfeil: Es sieht aus verschiedenen Richtungen verschieden aus. Nur bei einer vollständigen Umdrehung (360 Grad) sieht das Teilchen wieder gleich aus. Ein Teilchen mit dem Spin 2 ist wie ein Pfeil mit einer Spitze an jedem Ende. Es sieht nach einer halben Umdrehung (180 Grad) wieder gleich aus. Entsprechend sehen Teilchen mit höherem Spin wieder gleich aus, wenn man Drehungen um kleinere Bruchteile einer vollständigen Umdrehung vollzieht. [Zudem gibt] es Teilchen […], die nach einer Umdrehung noch nicht wieder gleich aussehen: Es sind dazu vielmehr zwei vollständige Umdrehungen erforderlich! Der Spin solcher Teilchen wird mit ½ angegeben.“
Wichtige Experimente zum Spin beruhen oft darauf, dass ein geladenes Teilchen mit Spin auch ein magnetisches Moment besitzt. Beim Einstein-de-Haas-Effekt wird ein Eisenstab allein dadurch in eine makroskopische Drehbewegung versetzt, dass die Spins der in ihm befindlichen Elektronen anders ausgerichtet werden. Im Stern-Gerlach-Versuch ermöglichte der Elektronenspin den ersten direkten Nachweis der Richtungsquantelung. Die Effekte der magnetischen Kernspinresonanz bzw. Elektronenspinresonanz werden in Chemie (Kernspinresonanzspektroskopie NMR), Biologie und Medizin (Magnetresonanztomographie MRT) zur detaillierten Untersuchungen von Materialien, Geweben und Prozessen genutzt.
Anders als der halbzahlige Spin der Leptonen ergibt sich der ganzzahlige Spin des Photons (Lichtquant) schon aus der lange bekannten Existenz elektromagnetischer Wellen mit zirkulärer Polarisation. Ein direkter experimenteller Nachweis gelang 1936 anhand der Übertragung des Photonenspins auf ein makroskopisches Objekt, das daraufhin eine Drehbewegung zeigte.

## Spinoperator, Eigenwerte und Quantenzahlen
Der Spinoperator {\displaystyle {\hat {\vec {s}}}=({\hat {s}}_{x},\,{\hat {s}}_{y},\,{\hat {s}}_{z})} gehorcht denselben drei Vertauschungsrelationen wie der Operator von Bahndrehimpuls und Gesamtdrehimpuls:
{\displaystyle [{\hat {s}}_{x},{\hat {s}}_{y}]=i\hbar {\hat {s}}_{z}} (auch für {\displaystyle x,y,z} zyklisch vertauscht)
Daher gelten hier auch alle anderen allgemeinen Regeln des quantenmechanischen Drehimpulses. Während für den Bahndrehimpuls {\displaystyle {\hat {\vec {l}}}} aufgrund von {\displaystyle {\hat {\vec {l}}}\cdot {\hat {\vec {p}}}=0} nur ganzzahlige Vielfache der reduzierten Planck-Konstante als Eigenwerte vorkommen können, sind als Eigenwerte für den Spin auch halbzahlige Vielfache möglich.
Da die drei Komponenten nicht miteinander vertauschbar sind, wählt man als maximal möglichen Satz vertauschbarer Operatoren, analog zum Bahndrehimpuls, das Quadrat der Größe, {\displaystyle {\hat {\vec {s}}}^{2}}, und seine {\displaystyle z}-Komponente, {\displaystyle {\hat {s}}_{z}} (die Projektion auf die {\displaystyle z}-Achse). Ein Eigenzustand des Teilchens zu {\displaystyle {\hat {\vec {s}}}^{2}} hat den Eigenwert {\displaystyle s{\mathord {(}}{\mathord {s}}+{\mathord {1}})\,\hbar ^{2}}; der Wertevorrat für die Spinquantenzahl {\displaystyle \,s} ist dabei {\displaystyle s=0,\,{\tfrac {1}{2}},\,1,\,{\tfrac {3}{2}}\;\dots }. Zur Abkürzung wird ein Teilchen mit Spinquantenzahl {\displaystyle \,s} meist als „Teilchen mit Spin {\displaystyle \,s}“ bezeichnet.
Die Eigenwerte für {\displaystyle {\hat {s}}_{z}} werden mit {\displaystyle \,m_{s}\hbar } bezeichnet. Darin hat die magnetische Spinquantenzahl einen der {\displaystyle \,({\mathord {2}}{\mathord {s}}+{\mathord {1}})} Werte {\displaystyle \,m_{s}=-s,\,-(s-{\mathord {1}}),\,\dots ,\,+s}, die alle zusammen je nach Wert {\displaystyle \,s} entweder nur halbzahlig (dann in gerader Anzahl) oder nur ganzzahlig (dann in ungerader Anzahl) sind.
Beobachtete Werte für die Spinquantenzahl elementarer Teilchen sind
- {\displaystyle \,s={\tfrac {1}{2}}}  für alle Elementarteilchen vom Typ Fermion, z. B. Elektron, Neutrino, Quarks.
- {\displaystyle \,s=1} für die Austauschbosonen: Photon, Gluon, W-Boson und Z-Boson.
- {\displaystyle \,s=0} für das Higgs-Boson.

Die Regeln für die Addition von zwei Drehimpulsen gelten völlig gleich für Bahndrehimpuls und Spin. Daher entsteht durch die Addition von zwei halbzahligen Drehimpulsen ein ganzzahliger (wie bei zwei ganzzahligen auch), während sich ein halbzahliger und ein ganzzahliger Drehimpuls zu einem halbzahligen Drehimpuls addieren. Ein System aus Bosonen und Fermionen hat daher genau dann einen halbzahligen Gesamtdrehimpuls, wenn es eine ungerade Anzahl Fermionen enthält.
Auch bei vielen zusammengesetzten Teilchen und Quasiteilchen wird in der Umgangssprache der Physik der Drehimpuls um den Schwerpunkt als Spin bezeichnet (z. B. bei Proton, Neutron, Atomkern, Atom, …). Hier kann er bei derselben Teilchenart je nach angeregtem Zustand des Teilchens dann auch verschiedene Werte haben. In diesen zusammengesetzten Systemen wird der Drehimpuls nach den allgemeingültigen Regeln der quantenmechanischen Addition aus den Spins und Bahndrehimpulsen ihrer fundamentalen Bestandteile gebildet. Sie werden hier nicht weiter berücksichtigt.

## Boson, Fermion, Teilchenzahlerhaltung
Der Spin führt zur grundlegenden und unveränderlichen Klassifizierung der Elementarteilchen in Bosonen (Spin ganzzahlig) und Fermionen (Spin halbzahlig). Dies ist eine Grundlage des Standardmodells der Teilchenphysik. Damit ist auch der Gesamtdrehimpuls eines Fermions in jedem denkbaren Zustand halbzahlig, der eines Bosons ganzzahlig. Weiter folgt, dass ein System, das außer einer beliebigen Zahl Bosonen eine ungerade Anzahl von Fermionen enthält, nur einen halbzahligen Gesamtdrehimpuls haben kann, und mit einer geraden Anzahl Fermionen nur einen ganzzahligen Gesamtdrehimpuls.
Aus dem Satz von der Erhaltung des Gesamtdrehimpulses eines Systems bei allen möglichen Prozessen folgt die – mit der Beobachtung übereinstimmende – Einschränkung, dass die Fermionen sich nur in Paaren erzeugen oder vernichten lassen, nie einzeln, weil sich sonst der Gesamtdrehimpuls von einem ganzzahligen zu einem halbzahligen Wert oder umgekehrt ändern müsste. Bosonen (wie z. B. Lichtquanten) hingegen können auch einzeln erzeugt oder vernichtet werden.

## Vertauschungssymmetrie, Statistik, Pauli-Prinzip
Die Klasseneinteilung in Bosonen (Spin ganzzahlig) und Fermionen (Spin halbzahlig) hat starke Auswirkungen auf die möglichen Zustände und Prozesse eines Systems, in dem mehrere Teilchen gleicher Art vorhanden sind. Da wegen der Ununterscheidbarkeit gleichartiger Teilchen das Vertauschen von zweien von ihnen denselben physikalischen Zustand des Systems herstellt, kann auch der Zustandsvektor (oder die Wellenfunktion) bei dieser Vertauschung nur derselbe bleiben oder sein Vorzeichen wechseln. Alle Beobachtungen zeigen, dass für Bosonen immer der erste Fall gilt (Symmetrie der Wellenfunktion bei Vertauschung), für Fermionen aber immer der zweite (Antisymmetrie der Wellenfunktion bei Vertauschung). Unmittelbare Folge der Antisymmetrie ist das Pauli-Prinzip, nach dem es kein System geben kann, das zwei gleiche Fermionen im selben Einteilchenzustand enthält. Dieses Prinzip bestimmt z. B. den Aufbau der Atomhülle und zählt damit zu den Grundlagen für die physikalische Erklärung der Eigenschaften der makroskopischen Materie (z. B. beim chemischen Verhalten der Elemente im Periodensystem sowie bei der (näherungsweisen) Inkompressibilität von Flüssigkeiten und festen Körpern). Die Tatsache, dass es zwei verschiedene Vertauschungssymmetrien gibt, erklärt die großen Unterschiede zwischen Vielteilchensystemen aus Fermionen bzw. Bosonen. Beispiele sind das Elektronengas im Metall (Fermionen) bzw. die Photonen in der Hohlraumstrahlung (Bosonen), aber auch die gesamte Astrophysik. In der Behandlung mit statistischen Methoden befolgen Fermionen die Fermi-Dirac-Statistik, Bosonen die Bose-Einstein-Statistik. Eine tiefliegende Begründung für diesen Zusammenhang liefert das Spin-Statistik-Theorem. Obwohl die von den Spins ausgehenden Kräfte meist vernachlässigbar sind (magnetische Dipol-Wechselwirkung) und in der theoretischen Beschreibung in der Regel ganz vernachlässigt werden, zeigt somit die bloße Eigenschaft der Teilchen, einen halb- bzw. ganzzahligen Spin zu besitzen, weitreichende Folgen in der makroskopisch erfahrbaren Welt.

## Spinoperator und Basiszustände für Spin ½
Der Spinoperator {\displaystyle {\hat {\vec {s}}}=({\hat {s}}_{x},\,{\hat {s}}_{y},\,{\hat {s}}_{z})} hat drei Komponenten, die für {\displaystyle s={\tfrac {1}{2}}} jede für sich genau zwei Eigenwerte {\displaystyle \pm {\tfrac {\hbar }{2}}} besitzen. Da die drei Komponenten dieselben Vertauschungsrelationen wie bei jedem Drehimpulsoperator erfüllen, existieren aber keine gemeinsamen Eigenzustände. Wählt man (wie üblich) die Ausrichtung längs der {\displaystyle z}-Achse, dann werden die beiden Eigenzustände zu {\displaystyle {\hat {s}}_{z}} mit den Quantenzahlen {\displaystyle m_{s}=\pm {\tfrac {1}{2}}} als „parallel“ bzw. „antiparallel“ zur {\displaystyle z}-Achse bezeichnet. {\displaystyle {\hat {s}}_{x}} und {\displaystyle {\hat {s}}_{y}} haben dann die Erwartungswerte Null.
Über die allgemeinen Eigenschaften des quantenmechanischen Drehimpulses hinaus gibt es beim Spin {\displaystyle {\tfrac {1}{2}}} zusätzlich besondere Eigenschaften. Sie beruhen darauf, dass {\displaystyle {\hat {s}}_{z}} nur zwei Eigenwerte besitzt. Daher ergibt die doppelte Anwendung des Auf- oder Absteigeoperators {\displaystyle {\hat {s}}_{\pm }={\hat {s}}_{x}\pm i{\hat {s}}_{y}} stets Null: {\displaystyle {\hat {s}}_{\pm }^{2}=0}.
Zur Vereinfachung der Formeln wurden von Wolfgang Pauli durch
{\displaystyle {\hat {s}}_{i}={\tfrac {\hbar }{2}}{\hat {\sigma }}_{i}} (für {\displaystyle i=x,\,y,\,z})
die drei Paulischen Spinoperatoren {\displaystyle \sigma _{x},\sigma _{y},\sigma _{z}} eingeführt. Aus {\displaystyle {\hat {s}}_{\pm }^{2}=0} folgt dann (für {\displaystyle i,j=x,y,z;\ \ i\neq j})
{\displaystyle {\hat {\sigma }}_{i}^{2}=1\ ,\quad {\hat {\sigma }}_{j}{\hat {\sigma }}_{i}=-{\hat {\sigma }}_{i}{\hat {\sigma }}_{j}\;,\quad ({\hat {\vec {\sigma }}}\cdot {\hat {\vec {p}}})^{2}={\hat {\vec {p}}}\;^{2}}.
Die letzte Gleichung gilt außer für {\displaystyle {\hat {\vec {p}}}} auch für jeden anderen Vektoroperator, dessen Komponenten untereinander und mit {\displaystyle {\hat {\vec {s}}}} vertauschbar sind.
Die unanschaulichen Folgerungen:
- Wegen {\displaystyle {\hat {\sigma }}_{i}^{2}=1} ist {\displaystyle {\hat {s}}_{x}^{2}={\hat {s}}_{y}^{2}={\hat {s}}_{z}^{2}=({\tfrac {\hbar }{2}})^{2}}. Das heißt, in jedem denkbaren Zustand hat ein Spin-{\displaystyle {\tfrac {1}{2}}}-Teilchen zum Quadrat der Komponente seines Spins in einer beliebigen Richtung einen wohlbestimmten und immer gleichen Wert, den größten, der überhaupt möglich ist. In den beiden Zuständen „(anti-)paralleler“ Ausrichtung zur {\displaystyle z}-Achse sind dem Betragsquadrat nach die beiden Komponenten senkrecht dazu also zusammen doppelt so groß wie die Komponente längs der Ausrichtungsachse. Ein normaler Vektor mit diesen Eigenschaften liegt nicht parallel zur {\displaystyle z}-Achse, sondern sogar schon näher an der dazu senkrechten xy-Ebene.
- Die Komponente des Vektors {\displaystyle {\hat {\vec {p}}}} in Richtung des Spins hat immer denselben Betrag wie der Vektor selbst.

Die beiden Zustände {\displaystyle |m_{s}\rangle =\left|\pm {\tfrac {1}{2}}\right\rangle } (im Sprachgebrauch „Spin parallel bzw. antiparallel zur {\displaystyle z}-Achse“, oft
auch mit den anschaulichen Symbolen {\displaystyle \left|\uparrow \right\rangle } bzw. {\displaystyle \left|\downarrow \right\rangle } bezeichnet) bilden eine Basis im zweidimensionalen komplexen Zustandsraum {\displaystyle \mathbb {C} ^{2}} für den Spinfreiheitsgrad eines Spin-{\displaystyle {\tfrac {1}{2}}}-Teilchens. Auch der Zustand, in dem der Spin parallel zu einer beliebigen anderen Richtung ausgerichtet ist, ist eine Linearkombination dieser beiden Basisvektoren mit gewissen komplexen Koeffizienten. Für den Zustand mit Spin parallel zur {\displaystyle x}-Achse z. B. haben beide Koeffizienten gleichen Betrag, für den Zustand parallel zur {\displaystyle y}-Achse auch, aber mit anderer komplexer Phase. Auch wenn die Raumrichtungen {\displaystyle x} und {\displaystyle y} zueinander senkrecht stehen, sind die entsprechend ausgerichteten Zustände nicht orthogonal (der einzige zu {\displaystyle \left|{+{\tfrac {1}{2}}}\right\rangle } orthogonale Zustand {\displaystyle \in \mathbb {C} ^{2}} ist {\displaystyle \left|{-{\tfrac {1}{2}}}\right\rangle }).
Anmerkung: Die Matrix-Darstellung der Paulischen Spinoperatoren sind die Pauli-Matrizen. Mathematisch sind die kleinsten Darstellungen der Spinalgebra die Spinoren.

## Spin ½ und dreidimensionaler Vektor
Der Erwartungswert des Drehimpulsvektors {\displaystyle \langle {\hat {\vec {s}}}\rangle =(\langle {\hat {s}}_{x}\rangle ,\,\langle {\hat {s}}_{y}\rangle ,\,\langle {\hat {s}}_{z}\rangle )} hat unter allen möglichen Werten der Drehimpulsquantenzahl (0, 1/2, 1, 3/2, …) nur für Spin ½ die zwei Eigenschaften, die man anschaulich mit einem Vektor im dreidimensionalen Raum verbindet: Er hat in jedem möglichen Zustand die immer gleiche Länge {\displaystyle \vert \langle {\hat {\vec {s}}}\rangle \vert ={\tfrac {1}{2}}\hbar } und immer eine wohlbestimmte Richtung.
Denn zu jedem beliebigen Spinzustand {\displaystyle \vert \chi \rangle =\alpha \left|\uparrow \right\rangle +\beta \left|\downarrow \right\rangle } (normiert mit {\displaystyle \vert \alpha \vert ^{2}+\vert \beta \vert ^{2}=1}) ist
{\displaystyle \vert \langle {\hat {\vec {s}}}\rangle \vert ^{2}=\langle \chi \vert {\hat {s}}_{x}\vert \chi \rangle ^{2}+\langle \chi \vert {\hat {s}}_{y}\vert \chi \rangle ^{2}+\langle \chi \vert {\hat {s}}_{z}\vert \chi \rangle ^{2}={\tfrac {1}{4}}\hbar ^{2}(\vert \alpha \vert ^{2}+\vert \beta \vert ^{2})^{2}\equiv ({\tfrac {1}{2}}\hbar )^{2}\ .}
Weiter gilt, dass es zu jedem beliebigen Spinzustand (also zu jeder beliebigen Linearkombination von {\displaystyle \left|{+{\tfrac {1}{2}}}\right\rangle } und {\displaystyle \left|{-{\tfrac {1}{2}}}\right\rangle }) genau eine Richtung im dreidimensionalen Raum gibt, zu der der Spin dann so parallel liegt wie im Zustand {\displaystyle \left|{+{\tfrac {1}{2}}}\right\rangle } zur {\displaystyle z}-Achse. Für die Linearkombination {\displaystyle \left\vert \chi \right\rangle =\alpha \left|\uparrow \right\rangle +\beta \left|\downarrow \right\rangle } sind Polarwinkel {\displaystyle \theta } und Azimuthwinkel {\displaystyle \phi } der Orientierungsrichtung aus der Gleichung {\displaystyle {\tfrac {\alpha }{\beta }}={\tfrac {\cos(\theta /2)}{\exp {(i\phi )\,\sin(\theta /2)}}}} zu entnehmen. Das entspricht der Vorstellung von einem normalen Vektor im dreidimensionalen Raum, den man ja auch immer zur Definition der {\displaystyle z}-Achse benutzen kann.
Beides gilt unter allen quantenmechanisch möglichen Drehimpulsen nur für die Quantenzahl {\displaystyle s={\tfrac {1}{2}}}. Insofern kommt unter allen quantenmechanischen Drehimpulsen der Spin {\displaystyle {\tfrac {1}{2}}} der Vorstellung von einem Vektor am nächsten. Der Vektoroperator {\displaystyle {\hat {\vec {s}}}=({\hat {s}}_{x},\,{\hat {s}}_{y},\,{\hat {s}}_{z})} hingegen hat einige höchst ungewöhnliche Eigenschaften (s. vorigen Abschnitt).

## Spin ½ als Äquivalent aller 2-Zustands-Systeme
Hat ein physikalisches System nur zwei Basiszustände (zumindest in näherungsweiser Betrachtung, z. B. bei zwei benachbarten Energieniveaus, während die Existenz von anderen, weiter entfernten, vernachlässigt wird), ist es formal ein genaues Abbild des 2-Zustands-Systems für den Spin {\displaystyle {\tfrac {1}{2}}}. Für dieses System können ohne Rücksicht auf ihre physikalische Bedeutung drei Operatoren definiert werden: Ein Aufsteigeoperator und ein Absteigeoperator verwandelt den zweiten Basiszustand in den ersten bzw. umgekehrt, und ergibt sonst Null. Der dritte Operator gibt dem ersten Basiszustand den Eigenwert {\displaystyle +{\tfrac {1}{2}}} und dem zweiten {\displaystyle -{\tfrac {1}{2}}}. Nennt man diese Operatoren der Reihe nach {\displaystyle {\hat {s}}_{+},\,{\hat {s}}_{-},{\hat {s}}_{z}}, erfüllen sie dieselben Gleichungen wie die gleichnamigen Operatoren für den Spin {\displaystyle {\tfrac {1}{2}}}. Sie können auch in den Vektoroperator {\displaystyle {\hat {\vec {s}}}=({\hat {s}}_{x},\,{\hat {s}}_{y},{\hat {s}}_{z})}  umgeschrieben werden, der wie jeder Drehimpulsoperator aufgrund seiner Vertauschungsrelationen die infinitesimalen Drehungen in einem (abstrakten) dreidimensionalen Raum beschreibt.
Mathematischer Hintergrund dieser Äquivalenz ist die Tatsache, dass die Basistransformationen im zweidimensionalen komplexen Hilbertraum eine Darstellung der Gruppe SU(2) bilden, die „doppelt so groß ist“ wie die Gruppe SO(3) der Drehungen im reellen dreidimensionalen Raum. Der Unterschied zu den „normalen“ Drehungen im dreidimensionalen Raum liegt darin, dass die vom Spinoperator erzeugte Drehung mit dem Drehwinkel 360° nicht durch die Einheitsmatrix {\displaystyle \mathbf {1} } wiedergegeben wird, sondern durch {\displaystyle -\mathbf {1} }. Dabei geht der physikalische Zustand zwar in sich selber über, der Zustandsvektor aber in sein Negatives. Das eine ist mit dem anderen verträglich, weil Zustandsvektoren, die sich nur um einen komplexen Faktor unterscheiden, denselben Zustand beschreiben. Erst eine 720°-Drehung bringt wieder denselben Zustandsvektor hervor.
Nimmt man für die zwei Basiszustände verschiedene Elementarteilchen, etwa Proton und Neutron, oder Elektron und Elektronneutrino, wird die durch dieses Vorgehen definierte physikalische Größe als Isospin des Teilchens bezeichnet. Dies bewährt sich auch für Mehrteilchensysteme, d. h. ihre Zustände lassen sich danach klassifizieren, wie die Isospins ihrer einzelnen Teilchen sich zum Gesamtisospin addieren, wobei die Regeln der Addition von quantenmechanischen Drehimpulsen volle Gültigkeit haben. In der Entwicklung der Elementarteilchenphysik hat dieses Isospinkonzept eine bedeutende Rolle gespielt.

## Zwei Teilchen mit Spin ½
Der Gesamtspin kann hier die Werte {\displaystyle \,S=1} und {\displaystyle \,S=0} haben. Mit der Bezeichnung {\displaystyle \left|\uparrow \right\rangle \ ,\left|\downarrow \right\rangle } für die Basiszustände jedes der Teilchen werden die Zweiteilchenzustände mit den Quantenzahlen {\displaystyle S} und {\displaystyle M_{S}} so gebildet:
{\displaystyle \{\,\left|{\uparrow \uparrow }\right\rangle \ ,\ {\tfrac {1}{\sqrt {2}}}(\left|{\uparrow \downarrow }\right\rangle +\left|{\downarrow \uparrow }\right\rangle )\ ,\ \left|{\downarrow \downarrow }\right\rangle \,\}} für {\displaystyle \,S=1\;,\ M_{S}=+1,\,0,\,-1} (Triplett)
{\displaystyle {\tfrac {1}{\sqrt {2}}}(\left|\uparrow \downarrow \right\rangle -\left|\downarrow \uparrow \right\rangle )} für {\displaystyle \,S=0,\;M_{S}=0} (Singulett)
Die beiden Fälle zu {\displaystyle M_{S}=0} (d. h. die {\displaystyle z}-Komponente des Gesamtspins ist Null) sind die einfachsten Beispiele für einen verschränkten Zustand aus jeweils zwei Summanden. Hier ergeben schon in jedem einzelnen der beiden Summanden {\displaystyle \left|\uparrow \downarrow \right\rangle } und {\displaystyle \left|\downarrow \uparrow \right\rangle } die {\displaystyle z}-Komponenten der beiden einzelnen Spins zusammen Null. Dies gilt nicht mehr, wenn man statt der (gleich großen) Spins andere Vektoroperatoren betrachtet, die für die beiden Teilchen unterschiedliche Größe haben. Z. B. unterscheiden sich die magnetischen Momente von Elektron und Proton im H-Atom um einen Faktor ca. 700. Wenn für das Elektron mit seinem großen magnetischen Moment zur Verdeutlichung {\displaystyle \left|\Uparrow \right\rangle } bzw. {\displaystyle \left|\Downarrow \right\rangle } geschrieben wird, heißen die beiden {\displaystyle (M_{S}=0)}-Zustände {\displaystyle {\tfrac {1}{\sqrt {2}}}(\left|\Uparrow \downarrow \right\rangle \pm \left|\Downarrow \uparrow \right\rangle )}. Während jeder einzelne der Summanden hier ein magnetisches Moment fast von der Größe wie beim Elektron zeigt, ausgerichtet in ({\displaystyle +z})-Richtung bzw. in ({\displaystyle -z})-Richtung, hat das gesamte magnetische Moment des Atoms in einem solchen verschränkten Zustand die {\displaystyle z}-Komponente Null. Daran ist zu sehen, dass beide Summanden {\displaystyle \left|\Uparrow \downarrow \right\rangle } und {\displaystyle \left|\Downarrow \uparrow \right\rangle } gleichzeitig präsent sein müssen, damit sich dies ergeben kann.

## Zwei gleiche Teilchen mit Spin ½

### Vertauschungssymmetrie in Spin- und Orts-Koordinaten
Der Triplettzustand ist symmetrisch, der Singulettzustand antisymmetrisch hinsichtlich der Spins, denn die Vertauschung der zwei Teilchen bedeutet hier, die beiden Pfeile für ihren Spinzustand in den obigen Formeln in umgekehrter Reihenfolge zu schreiben. Da der vollständige Zustandsvektor zweier gleicher Fermionen bei der Vertauschung aller ihrer Koordinaten das Vorzeichen wechselt, muss der neben dem Spinanteil existierende ortsabhängige Teil {\displaystyle |\psi ({\vec {r}}_{1},{\vec {r}}_{2})\rangle } auch eine definierte Symmetrie haben, antisymmetrisch im Triplett, symmetrisch im Singulett. Bei Vertauschung der räumlichen Koordinaten werden die Ladungsverteilungen beider Elektronen einfach ausgetauscht, bleiben der Form nach aber exakt dieselben wie vorher. Dennoch ergeben sich, wenn sich die Ladungsverteilungen überlappen, für die elektrostatische Abstoßungsenergie zwei verschiedene Werte: Im antisymmetrisch verschränkten Ortszustand ist der Energiebetrag kleiner als im symmetrischen, weil die Aufenthaltswahrscheinlichkeit beider Elektronen am gleichen Ort im antisymmetrischen Ortszustand sicher Null ist, im symmetrischen nicht (im Überlappbereich). Dieser rein quantenmechanische Effekt wird Austauschwechselwirkung genannt. Er begründet den starken Einfluss des Gesamtspins der Elektronen auf die Energieniveaus ihres Atoms, obwohl von den Spins selbst überhaupt keine elektrostatische und nur geringfügige magnetische Wechselwirkung ausgeht.

### Der kugelsymmetrische Singulett-Zustand
Bildet man den Zustandsvektor für den Singulettzustand nicht mit den in {\displaystyle z}-Richtung ausgerichteten Spinzuständen {\displaystyle \left|\uparrow \right\rangle \ ,\left|\downarrow \right\rangle } sondern mit den in {\displaystyle x}-Richtung ausgerichteten {\displaystyle \left|\leftarrow \right\rangle \ ,\left|\rightarrow \right\rangle }, so ist der Zustand trotzdem ein und derselbe (denn es gibt ja nur einen):
{\displaystyle {\tfrac {1}{\sqrt {2}}}\;(\,\left|\uparrow \downarrow \right\rangle -\left|\downarrow \uparrow \right\rangle \,)\quad \equiv \quad {\tfrac {1}{\sqrt {2}}}\;(\,\left|\leftarrow \,\rightarrow \right\rangle -\left|\rightarrow \,\leftarrow \right\rangle \,)\cdot }
Formal ist das eine Folge von {\displaystyle \left|{\rightarrow }\right\rangle ={\tfrac {1}{\sqrt {2}}}(\,\left|{\uparrow }\right\rangle +\left|{\downarrow }\right\rangle \,)} und {\displaystyle \left|{\leftarrow }\right\rangle ={\tfrac {1}{\sqrt {2}}}(\,\left|{\uparrow }\right\rangle -\left|{\downarrow }\right\rangle \,)}.
Hierzu gibt es ein Gedankenexperiment, das die Schwierigkeiten der Anschauung beim Verstehen der Superposition unteilbarer Teilchen beleuchtet:
1. In einem He+-Ion mit dem einen 1s-Elektron im Zustand {\displaystyle \left|{\leftarrow }\right\rangle } wird die Ausbeute gemessen, mit der ein Elektron im Zustand {\displaystyle \left|{\uparrow }\right\rangle } extrahiert werden kann. Antwort: 50 %.
2. Das He+-Ion fängt nun ein zweites Elektron in den 1s-Zustand ein. Wegen gleicher Ortswellenfunktionen beider Elektronen ist der Zustand hinsichtlich des Orts symmetrisch, hinsichtlich des Spins antisymmetrisch. Das neue Elektron stellt seinen Spin nicht einfach nur entgegengesetzt zum vorhandenen ({\displaystyle \left|{\leftarrow \,\rightarrow }\right\rangle }), sondern es bildet sich automatisch die richtige Verschränkung für das Singulett (lt. Formel oben). Dieser Singulettzustand ist (obwohl der Vektor anders aussieht) derselbe, der sich aus zwei Elektronen in den Zuständen {\displaystyle \left|\uparrow \right\rangle ,\left|\downarrow \right\rangle } gebildet hätte.
3. Infolgedessen zeigt nun (d. h. nach Schritt 2.) die gleiche Messung wie in Nr. 1 (Extraktion von {\displaystyle \left|{\uparrow }\right\rangle }) eine Ausbeute von 100 %. Dieser scheinbare Widerspruch „per se“ ist mit der an makroskopischen Verhältnissen geschulten Anschauung nur verträglich, wenn beide Elektronen sich „aufgeteilt“ und mit den jeweils richtigen Hälften über Kreuz neu zusammengefügt haben könnten.

## Spin und Diracgleichung, anomales magnetisches Moment
Die theoretische Begründung des Spins {\displaystyle {\tfrac {1}{2}}} beruht auf der 1928 von Paul Dirac entdeckten Diracgleichung, die als relativistisch korrekte Wellengleichung an die Stelle der nichtrelativistischen Schrödingergleichung tritt. Eine Bedingung für relativistische Invarianz der zugehörigen Gleichung für die Energie ist, dass Energie und Impuls linear darin vorkommen. Das ist bei der Schrödingergleichung nicht der Fall, denn sie beruht nach der klassischen Mechanik auf {\displaystyle E={\tfrac {p^{2}}{2m}}}, in Operatoren: {\displaystyle {\hat {H}}={\tfrac {{\hat {p}}^{2}}{2m}}} . Dirac fand in
{\displaystyle {\hat {\vec {\sigma }}}\cdot {\hat {\vec {p}}}={\hat {|{\vec {p}}|}}}
den gesuchten linearen Operator für den Betrag des Impulses. In der weiteren Ausformulierung dieses Ansatzes mussten die Paulischen {\displaystyle 2{\times }2}-Matrizen {\displaystyle {\hat {\vec {\sigma }}}} gemäß
{\displaystyle {\hat {\vec {\alpha }}}={\begin{pmatrix}0&{\hat {\vec {\sigma }}}\\{\hat {\vec {\sigma }}}&0\end{pmatrix}}}
zu {\displaystyle 4{\times }4}-Matrizen erweitert werden. Damit zeigte sich, dass für ein freies Teilchen, für das man also Erhaltung des Drehimpulses ansetzen muss, nicht der Bahndrehimpuls {\displaystyle {\hat {\vec {l}}}={\hat {\vec {r}}}\times {\hat {\vec {p}}}} eine Konstante der Bewegung ist, sondern die als Gesamtdrehimpuls identifizierte Größe {\displaystyle {\hat {\vec {j}}}={\tfrac {\hbar }{2}}{\hat {\vec {\sigma }}}+{\hat {\vec {r}}}\times {\hat {\vec {p}}}}. Das konstante Zusatzglied {\displaystyle {\hat {\vec {s}}}={\tfrac {\hbar }{2}}{\hat {\vec {\sigma }}}} ist der Spin.
Fügt man in die Dirac-Gleichung die Wirkung eines statischen Magnetfelds ein, ergibt sich eine Zusatzenergie wie bei einem magnetischen Dipol. Dieser Dipol liegt zum Spin parallel, genau wie der magnetische Dipol eines Kreisstroms parallel zu dessen Bahndrehimpuls liegt. Er hat aber im Vergleich zum Bahndrehimpuls des Kreisstroms genau die doppelte Stärke. Das anomale magnetische Moment des Dirac-Teilchens ist damit um den anomalen Spin-g-Faktor {\displaystyle g_{s}=2} größer als klassisch verständlich.
Das entspricht beim Elektron fast genau dem experimentellen Ergebnis, der genaue Wert ist jedoch ungefähr 2,00232. Diese zusätzliche Abweichung des  Spin-g-Faktors des Elektrons {\displaystyle g_{e}} wird durch die Quantenelektrodynamik erklärt.